# Елизавета Венгерская
Елизавета Венгерская, также известная как святая Елизавета Венгерская или Елизавета Тюрингенская (7 июля 1207 — 17 ноября 1231, Марбург, венг. Árpád-házi Szent Erzsébet, исп. Isabel de Hungría, нем. Elisabeth von Thüringen), — принцесса из венгерской династии Арпадов, дочь венгерского короля Андраша II, ландграфиня Тюрингии, католическая святая, францисканская терциарка.

## Биография

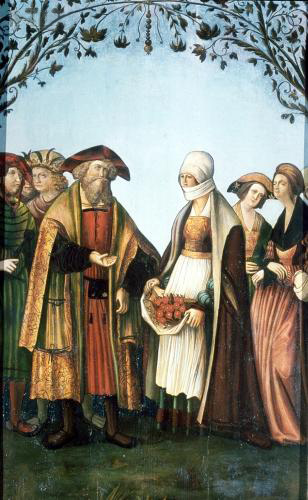
Елизавета Венгерская с розами

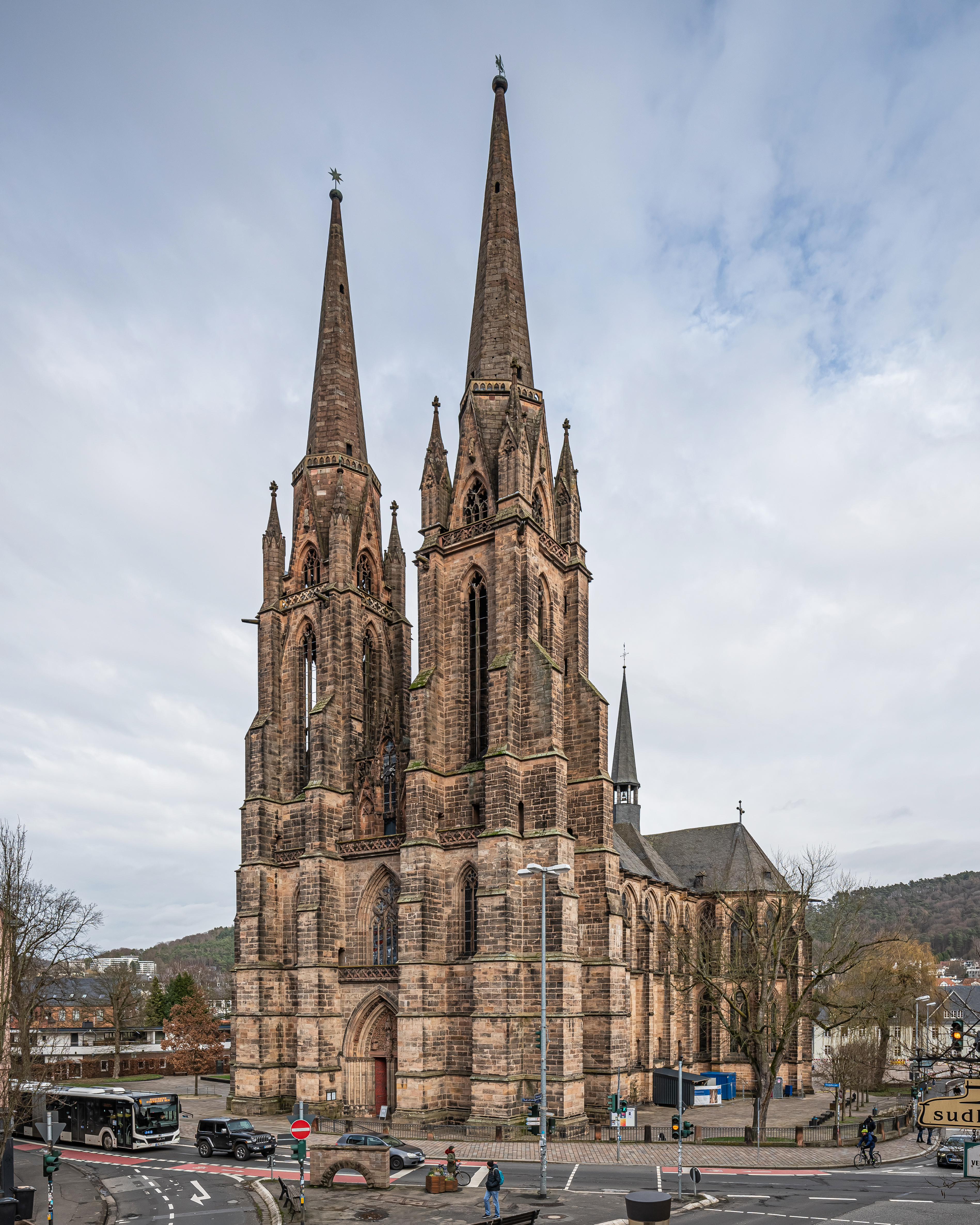
Церковь Св. Елизаветы в Марбурге

Принцесса Елизавета родилась 7 июля 1207 года, по одним источникам, в Братиславе, по другим — в Шарошпатаке. Она была третьим ребёнком короля Венгрии Андраша II и его первой жены, Гертруды Меранской. С четырёх лет Елизавета жила при дворе ландграфа Тюрингии Германа I, за сына которого должна была выйти замуж. Она воспитывалась в важнейших резиденциях страны: в Нойенбурге, Руннебурге, Кройцбурге и, вероятно, в Вартбурге. Когда Елизавете исполнилось 14 лет, она была обвенчана со вторым сыном Германа I Людвигом, ставшим к тому времени правителем Тюрингии (его старший брат Герман скончался в 1216 году). В этом браке родились трое детей — Герман II, София и Гертруда.
В 1223 году францисканские монахи познакомили Елизавету с идеалами бедности и милосердия, проповедуемыми их орденом. Францисканство произвело на Елизавету сильное впечатление, и она решила жить в соответствии с его духом, помогая бедным и нищим. Большое влияние на Елизавету произвёл Конрад Марбургский — суровый проповедник крестовых походов и инквизитор. В Эйзенахе благодаря ландграфине была построена большая больница для бедных. Всё свободное время Елизавета отдавала служению обездоленным. В молитвенных образах она изображается в окружении нищих и калек, ожидающих излечения.
Некоторые источники представляют её мужа человеком грубым и чёрствым, который корил жену, упрекая, что она зря расточает деньги и продукты, запрещал ей заниматься благотворительностью, после того как разнесся слух, будто ландграфиня хочет продать замок, чтобы помочь нуждающимся. В житии Елизаветы описывается, как однажды супруг встретил её на улице, когда она несла хлеб в переднике, чтобы передать его бедным. Когда Людвиг раскрыл передник, чтобы проверить, что в нём, то обнаружил там множество роз. Эта легенда была заимствована жителями Испании и Португалии: аналогичную историю про чудо с розами рассказывают, в частности, о св. Изабелле Португальской, которая приходилась св. Елизавете Венгерской внучатой племянницей и при крещении получила имя Елизавета (вариантом которого является Изабелла) в честь двоюродной бабушки). Подобные истории фигурируют и в житиях ряда других святых — не только женского, но и мужского пола.
Согласно ещё одной из легенд о милосердии Елизаветы, она однажды положила прокажённого младенца в свою постель. Её муж, вернувшись домой, в гневе отбросил покрывало — и обнаружил под ним не поражённое ужасным недугом дитя, а Младенца Христа. После этих чудес, по преданию, ландграф разрешил жене продолжать благотворительную деятельность.
В других источниках в роли гонителей Елизаветы выступают придворные, которые насмехались над ней и распространяли о ней всяческие слухи ещё тогда, когда она в юности жила при дворе как невеста наследника. При этом главой коалиции придворных представляют Софию, мать Людвига, которая в действительности относилась к ней как заботливая и любящая мать. Людвиг также защищал супругу от наговоров, участвовал в её благотворительных начинаниях, разделял её набожность.

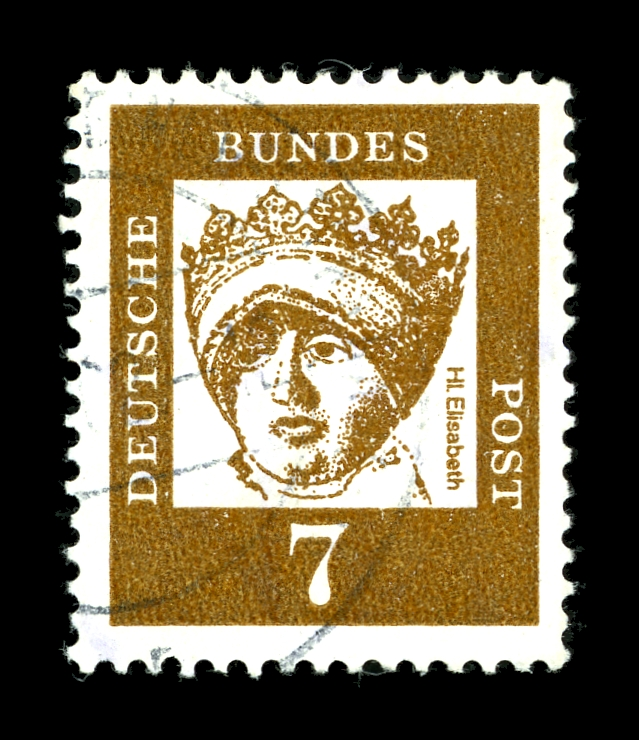
Почтовая марка ФРГ, посвящённая Елизавете Венгерской, 1961, 7 пфеннигов (Скотт 825)

В 1226 году Людвиг уехал в Кремону, где представлял императора Фридриха II в рейхстаге Священной Римской империи. Елизавета приняла в свои руки правление в Тюрингии, в которой тогда свирепствовали голод и эпидемии, вызванные мощным наводнением. Елизавета велела раздавать по всей подвластной ей территории щедрую милостыню. На помощь нуждающимся пошли даже собственные наряды ландграфини и церковная утварь.
Годом позже Людвиг принял участие в шестом крестовом походе, но в итальянском городе Отранто заразился чумой и умер. После его смерти регентом при малолетнем Германе стал дядя наследника, брат Людвига — Генрих. Елизавета была удалена от двора, однако не вернулась в Венгрию и не ушла в монастырь. Вместо этого она принесла обет безбрачия и решила служить обездоленным, вступив в Третий францисканский орден и став, таким образом, первой германской францисканской терциаркой.
В 1228 году она основала в Марбурге больницу для бедных, где трудилась наравне с другими: ухаживала за больными, а в остальное время собирала подаяние на нужды госпиталя. 17 ноября 1231 года Елизавета умерла в Марбурге в возрасте всего лишь 24 лет.

## Почитание
В 1235 году папа Григорий IX канонизировал Елизавету Венгерскую.
Во времена Реформации, в 1539 году, мощи святой Елизаветы были захвачены и осквернены, однако через несколько лет возвращены в Марбург. В настоящее время мощи святой хранятся также в Вене, Брюсселе, Витербо и в церкви святой Цецилии (Дюссельдорф-Бенрат). Елизавета Венгерская считается покровительницей францисканцев-терциариев, медработников, пекарей и членов благотворительных обществ.
День памяти святой Елизаветы Венгерской в Католической церкви — 17 ноября.
Елизавета особенно чтима в Германии, считается покровительницей Тюрингии и Гессена. Её образ широко распространён в искусстве Северной Европы. Для францисканцев она выступает символом женского милосердия и фигурирует в творениях итальянских живописцев этого ордена.
В честь Елизаветы Венгерской освящена знаменитая Голубая церковь в Братиславе.